# مجلس الشعب التأسيسي اليمني
مجلس الشعب التأسيسي اليمني هو مجلس تشريعي مُعَيَّن تم تشكيله بموجب إعلان دستوري أصدره مجلس القيادة في الجمهورية العربية اليمنية برئاسة أحمد حسين الغشمي في 6 فبراير 1978 وذلك خلفاً لمجلس الشورى الأسبق (1971-1975) الذي انتهت فترته في 29 أبريل 1975 عقب قيام حركة 13 يونيو 1974 بقيادة الرئيس ابراهيم الحمدي، وتعذر إعادة تشكيله بسبب ما أسمي بالظروف غير المناسبة.

## تكوين ومهام المجلس
تشكل المجلس من 99 عضواً بالتعيين من جميع الشرائح السياسية والقانونية والاقتصادية والاجتماعية والقبلية، وأنيطت بالمجلس مهام تشريعية محدودة بالإضافة إلى مهمة تحديد شكل رئاسة الدولة وتعديل الدستور وغير ذلك. في الجلسة الأولى للمجلس تم انتخاب القاضي عبد الكريم عبد الله العرشي رئيسًا للمجلس ويوسف محمد الشحاري وسعيد محمد الحكيمي نائبين لرئيس المجلس. في 17 أبريل 1978 تم توسيع صلاحيات المجلس لتشمل أيضاً مناقشة وإقرار القوانين والتشريعات ومناقشة ميزانية الدولة المقدمة من الحكومة وإقرارها. في 22 أبريل 1978 أقر المجلس بأن يكون شكل رئاسة الدولة محدد برئيس الجمهورية، وهو الذي يمثل رئاسة الدولة ويتولى القيادة العامة للقوات المسلحة. وبموجب هذا القرار حُل مجلس القيادة وتم انتخاب أحمد الغشمي رئيساً للجمهورية. بعد شهرين، وتحديداً في 24 يونيو 1978 اغتيل الرئيس أحمد الغشمي في مكتبه بعبوة ناسفة مركبة في حقيبة يدوية حملها إليه المبعوث الخاص للرئيس اليمني الجنوبي سالم ربيع علي. على إثر عملية الاغتيال، تولى مجلس رئاسي مؤقت مهام رئاسة الدولة برئاسة رئيس مجلس الشعب التأسيسي القاضي العرشي بحكم منصبه، واستمر في المنصب حتى أنتخَب مجلس الشعب التأسيسي في 17 يوليو 1978 علي عبد الله صالح رئيساً للجمهورية وعُين القاضي العرشي نائباً للرئيس إلى جانب عمله رئيساً لمجلس الشعب التأسيسي. في العام 1979 أصدر الرئيس علي عبد الله صالح مرسوماً رئاسياً بتوسيع مجلس الشعب التأسيسي وتعيين 60 عضواً إضافياً ليصبح مجموع أعضاء المجلس 159 عضواً، واستمر المجلس حتى 12 يونيو 1988 عندما حل بدلاً عنه مجلس شورى 1988 المُنتخب، برئاسة القاضي العرشي أيضاً، واستمر المجلس حتى 22 مايو 1990 وهو يوم إعلان الوحدة اليمنية بين شطري اليمن الشمالي والجنوبي، حيث تم دمج مجلس الشورى مع مجلس الشعب الأعلى الجنوبي بموجب اتفاقية الوحدة تحت مُسمى جديد هو مجلس النواب برئاسة السياسي الجنوبي ياسين سعيد نعمان، وتعيين القاضي عبد الكريم العرشي عضواً في مجلس الرئاسة الذي تشكل في نفس اليوم، يوم إعلان الوحدة، من 5 أعضاء، ثلاثة منهم من شمال اليمن، وهم الرئيس الشمالي علي عبد الله صالح وعبد العزيز عبدالغني وعبد الكريم العرشي، واثنان من جنوب اليمن، وهما الرئيس الجنوبي علي سالم البيض وسالم صالح محمد، والذين انتخبوا من بينهم علي عبد الله صالح رئيساً للجمهورية اليمنية الوليدة. وقد تحول مجلس النواب المشكل في 22 مايو 1990 من خلال انتخابات 1993 إلى مجلس نيابي مُنتخب، وهو مجلس النواب القائم حتى اليوم.

## أعضاء المجلس الأساسيين
الاعضاء المعينين بموجب الاعلان الدستوري في 6 فبراير 1978.
| الاســــــــــــــــــــم | الاســــــــــــــــــــم | الاســــــــــــــــــــم |
| 1. ابراهيم بن محمد الوزير 2. احمد اسماعيل محمد 3. احمد الصرمي 4. أحمد حسين المروني 5. أحمد سالم العواضي 6. أحمد صالح الرعيني 7. أحمد عبد الرحمن محبوب 8. أحمد قائد بركات 9. احمد محمد الأكوع 10. أحمد محمد الأنسي 11. أحمد محمد خليل 12. أحمد يحيى العماد 13. اسماعيل أحمد الجرافي 14. إسماعيل أحمد الوزير 15. اسماعيل الجوبي 16. امين حسن ابو راس 17. حامد أحمد خيران 18. حسين حسين خميس 19. حسين سليمان البكاري 20. حسين على الوتاري 21. حمود عاطف 22. حمود محمد الصبري 23. سالم عبد القوي الحميقاني 24. سعید محسن ناشر 25. سعيد محمد الحكيمي 26. صالح على القربي 27. صبار الجماعي 28. صلاح الأعجم 29. عبد الباري العربي 30. عبد الحميد سيف الحدي 31. عبد السلام العنسي 32. عبد السلام محمد مقبل 33. عبد العزيز المقالح | 34. عبد الكريم حسين السكري 35. عبد الكريم عبد الله العرشي 36. عبد اللطيف علي 37. عبد الله سلام الحكيمي 38. عبد الله علي الحريبي 39. عبد الله عوض احمد 40. عبد الله محمد الجائفي 41. عبد الله محمد العوش 42. عبد الله ناصر الأنسي 43. عبد الملك أحمد السنباني 44. عبد الواحد سنان 45. عبدالله أحمد صوفان 46. عبدالله عبد الوهاب الشماحی 47. عبدالله محسن ثوابه 48. عبده على عثمان 49. عبد القادر محمد 50. علوي حسن العطاس 51. على أحمد مسعود 52. علي حميد شرف 53. على سيف الخولاني 54. على صالح الجمرة 55. على صغير شامي 56. على عبد العزيز نصر 57. على عبد الله العمري 58. على لطف هريش 59. على محسن الزرقة 60. علي القبلي نمران 61. علي بن محمد الأكوع 62. علي لطف الثور 63. علی محمد سعيد أنعم 64. غالب عبد الله راجح 65. محسن أحمد الجبري 66. محسن محمد الأعوج | 67. محسن محمد اليوسفي 68. المحضار عبدالله زيد 69. محمد اسماعيل الحجي 70. محمد اسماعيل الربيع 71. محمد الخادم الوجيه 72. محمد العبادي 73. محمد بن يحيى الرويشان 74. محمد حسن دماج 75. محمد عبد الرحمن الرباعي 76. محمد عبد الله بدر الدين 77. محمد عبد الملك شرعب 78. محمد عبد الواسع حميد 79. محمد عبد الودود سيف 80. محمد عبد الولي 81. محمد على مرجان 82. محمد لطف الصباحي 83. محمد محمد السبلاني 84. محمد محمد المطاع 85. محمد محمد المنصور 86. محمد يحيى الشرفي 87. محمد يحيى منصور 88. مرزوق بن معيلي 89. مشلي القايفي 90. مصلح صالح الكميم 91. منصور شائف العريقي 92. نعمان بن قايد بن راجح 93. يحيى البشاري 94. يحيى النعمي 95. يحيى بن راجح بن سعد 96. يحيى عبد الله العذري 97. يحيى محمد القاضي 98. يحيى منصور بن نصر 99. يوسف محمد الشحاري |

## أسماء الأعضاء المضافين
بعد انتخابه رئيسًا للجمهورية بحوالي عشرة أشهر، أصدر الرئيس على عبد الله صالح إعلاناً دستوريا بتاريخ ١٩٧٩/٥/٨ بتوسيع اختصاصات مجلس الشعب وزيادة أعضائه الى (١٥٩) عضواً. وبناء عليه صدر قرار رئيس الجمهورية رقم (۱۲) بتاريخ ١٩٧٩/٥/٨ بإضافة 60 عضوًا على النحو التالي:
| الاســـــــــــــــــم | الاســـــــــــــــــم | الاســـــــــــــــــم | الاســـــــــــــــــم |
| 1. احمد حمود بشر 2. احمد صالح المشرقي 3. احمد صالح نجاد 4. أحمد عبد الوهاب نعمان 5. احمد على المطري 6. أحمد محمد الواقدي 7. أحمد محمد مكي 8. الأمين محمد أبو الخير 9. حزام مغربه 10. حيدر العفيف 11. الخضر عبد ربه السوادي 12. زيد مطهر 13. زيد مطيع دماج 14. سليمان علي فرح الرازحي 15. سنان أبو لحوم | 16. صادق بن على محسن باشا 17. صالح هادي دغسان 18. عباس المضواحي 19. عبد الرحمن حميد 20. عبد الستار زيد عيون 21. عبد الله حامس العوجري 22. عبد الولى المقدشي 23. عبد الوهاب السماوي 24. عبد ربه محمد القاضي 25. عبدالله ابراهيم الضحوي 26. عبدالله ابراهيم قاسم الدريهمي 27. عبدالله عبد المجيد الأصنج 28. عبدالله عطيه 29. عبدالله محمد الصادق 30. عبده أحمد مدنى | 31. عبده حسن الفاشق 32. عبده حسن حبيش 33. عبده محمد الظرافي 34. على أحمد الرصاص 35. على أحمد ناصر الذهب 36. على محمد عبده 37. -علي أحمد حبيش 38. علي مجاهد الخراشي 39. علي ناصر طريق 40. غالب الأجدع 41. قاسم المصباحي 42. محمد أحمد المحطوري 43. محمد الغشمی 44. محمد بن محمد ابو علي 45. محمد طالب معيمره | 46. محمد عبدالله شرده 47. محمد علي البخيتي 48. محمد قاسم المتوكل 49. محمد مشعوف الاسلمي 50. محمد هاشم عبادي 51. محمد يحيى الحداد 52. مطهر الارياني 53. مطهر الناظر 54. ناجي عبد العزيز الشايف 55. ناجي على التاج 56. ناصر ناجي القوسي 57. نصر الدين الحجاجي 58. يحيى الضحياني 59. يحيى محسن الجعماني 60. يحيى محمد الضمـين |

## المقاعد الشاغرة خلال فترة المجلس
خلال مدة المجلس الممتدة من 1978 وحتى 1988 خلت عدد من مقاعد المجلس نتيجة الوفاة أو الاستقالة، ونتيجة لذلك تم تعيين أعضاء آخرين لملئ المقاعد الشاغرة، وذلك على النحو التالي:
| الاعضاء الذين خلت مقاعدهم | الاعضاء الذين خلت مقاعدهم | الاعضاء المعينون بدلًا عنهم | الاعضاء المعينون بدلًا عنهم |
| 1. محمد يحي الشرفي 2. إسماعيل الجرافي 3. عبد الملك أحمد السنباني 4. علي سيف الخولاني 5. ه أمين حسن أبو رأس 6. محمد عبد الملك شرعب 7. صلاح الأعجم 8. عبد الواحد سنان 9. عبد السلام محمد مقبل 10. حمود محمد الصبري 11. يحي بن راجح بن سعد 12. يحي عبد الله العذري 13. محمد عبد الرحمن الرباعي 14. محمد عبد الواسع حميد 15. أحمد سالم العواضي 16. عبد الله سلام الحكمي 17. محسن احمد الجبري 18. منصور شايف العريقي | 19. محمد علي مرجان 20. يحي البشاري 21. عبد اللطيف على 22. محسن محمد الأعوج 23. محمد يحي الحداد 24. شمس الدين الحجاجي 25. أحمد صالح المشرقي 26. أحمد صالح نجاد 27. عبد الله عبد المجيد الاصنج 28. احمد عبد الوهاب نعمان 29. محمد محمد ابو عل 30. محمد عبدالله شرده 31. يحي الضحيان 32. يحي منصور بن نصر 33. صبار الجماعي 34. عبده حسن الفاشق 35. احمد سيف الشرجبي 36. غالب عبد الله راجح | 1. عبد الله بن حسين الأحمر 2. محمد علي البحر 3. محمد أحمد الرعدي 4. غالب غالب عبد الله راجح 5. أحمد جابر عفيف 6. احمد عائض السنباني 7. محمد أحمد الصبري 8. محمد محمد الشقاقي 9. شعیب محمد الفاشق 10. فيصل عبد الله مناع 11. عبدالله محمد فلی 12. عبد الوهاب سنان 13. علي عبد ربه العواضي 14. عبد الولى أحمد الشرجبي 15. احمد مطهر البشاري 16. زيد محمد أبو علي 17. عبدالله ناصر الظرافي 18. عبد الرحمن محمد عثمان | 19. صادق أمين ابو رأس 20. أحمد سيف الشرجبي 21. قائد الحـروي 22. محمد صبار الجماعي 23. محمد علي الحيمي 24. عبد العزيز الحبيشي 25. محمد محمد الشامي 26. عبد الملك الضحياني 27. علي يحي النفيش 28. احمد محمد الجرافي 29. أحمد عبد العزيز 30. عمر يحي منصور بن نصر 31. محمد صالح الخالدي 32. قايد شويط 33. الباشا بن ناصر بن زباع 34. محمد احمد منصور 35. حمود راجح بن سعد 36. أحمد أمين نعمان |
| | | | |